# السعيدي (يافع)

تعديل مصدري - تعديل

السعيدي هي إحدى قرى عزلة لبعوس بمديرية يافع التابعة لمحافظة لحج، بلغ تعداد سكانها 223 نسمة حسب تعداد اليمن لعام 2004.